# Test d'Ames
El test d'Ames és un assaig biològic per avaluar el potencial mutagènic de compostos químics. Ja que el càncer està vinculat sovint amb el dany de l'ADN, la prova també serveix com un assaig ràpid per estimar el potencial cancerigen d'un compost, ja que les proves estàndard per a la carcinogenicitat fetes sobre rosegadors prenen anys per completar-se i són cares de realitzar. El procediment es descriu en una sèrie de documents de principis de 1970, escrits per Bruce Ames i el seu grup a la Universitat de Califòrnia, Berkeley

## Procediment general
Aquesta prova utilitza diverses soques del bacteri Salmonella typhimurium alterades genèticament per presentar mutacions en els gens implicats en la síntesi d'histidina. A causa d'aquestes mutacions, aquests bacteris requereixen un subministrament extern d'histidina per al seu creixement. L'assaig posa a prova la capacitat del mutagen per provocar una alteració genètica en els bacteris que permeti el retorn al creixement en un suport lliure d'histidina. Les soques de l'emprovador estan especialment construïdes per tenir una Mutació amb canvi puntual en els gens necessaris per sintetitzar histidina, que permet la detecció de mutàgens que actuen a través de diferents mecanismes. Alguns compostos són molt específics, causant reversions en només una o dues soques. El provador de soques també porta mutacions en els gens responsables de la síntesi del lipopolisacàrid, fent que la paret cel·lular dels bacteris sigui més permeable, i en la supressió reparen el sistema per fer la prova més sensible. En l'assaig també s'afegeixen enzims del fetge (provinents d'extracte de fetge de rata) per simular l'efecte del metabolisme, ja que alguns compostos -com el benzopirè- no són mutagènics, però sí que ho són els seus productes metabòlics.
Els bacteris s'estenen sobre una placa d'agar amb una petita quantitat d'histidina i el compost químic l'efecte mutagènic es vol comprovar. Aquesta petita quantitat d'histidina en el medi de cultiu permet als bacteris créixer per un temps inicial i tenir l'oportunitat de mutar. Quan la histidina s'esgota, només els bacteris que hagin mutat per obtenir la capacitat de produir la seva pròpia histidina van a sobreviure i multiplicar-se. En l'experiment la placa s'incuba durant 48 hores, i la mutagenicitat de la substància serà proporcional al nombre de colònies observades a la placa.

## Inconvenients
Ja que la Salmonella és una cèl·lula procariota, no és el model més adequat per a simular l'efecte mutagènic d'un compost en cèl·lules humanes. Per això s'han adaptat models in vitro per a algunes cèl·lules eucariotes com el llevat, i s'estan provant nous experiments combinant el test d'Ames amb modernes tècniques basades en l'ús d'ADN recombinant